# Morville-sur-Nied

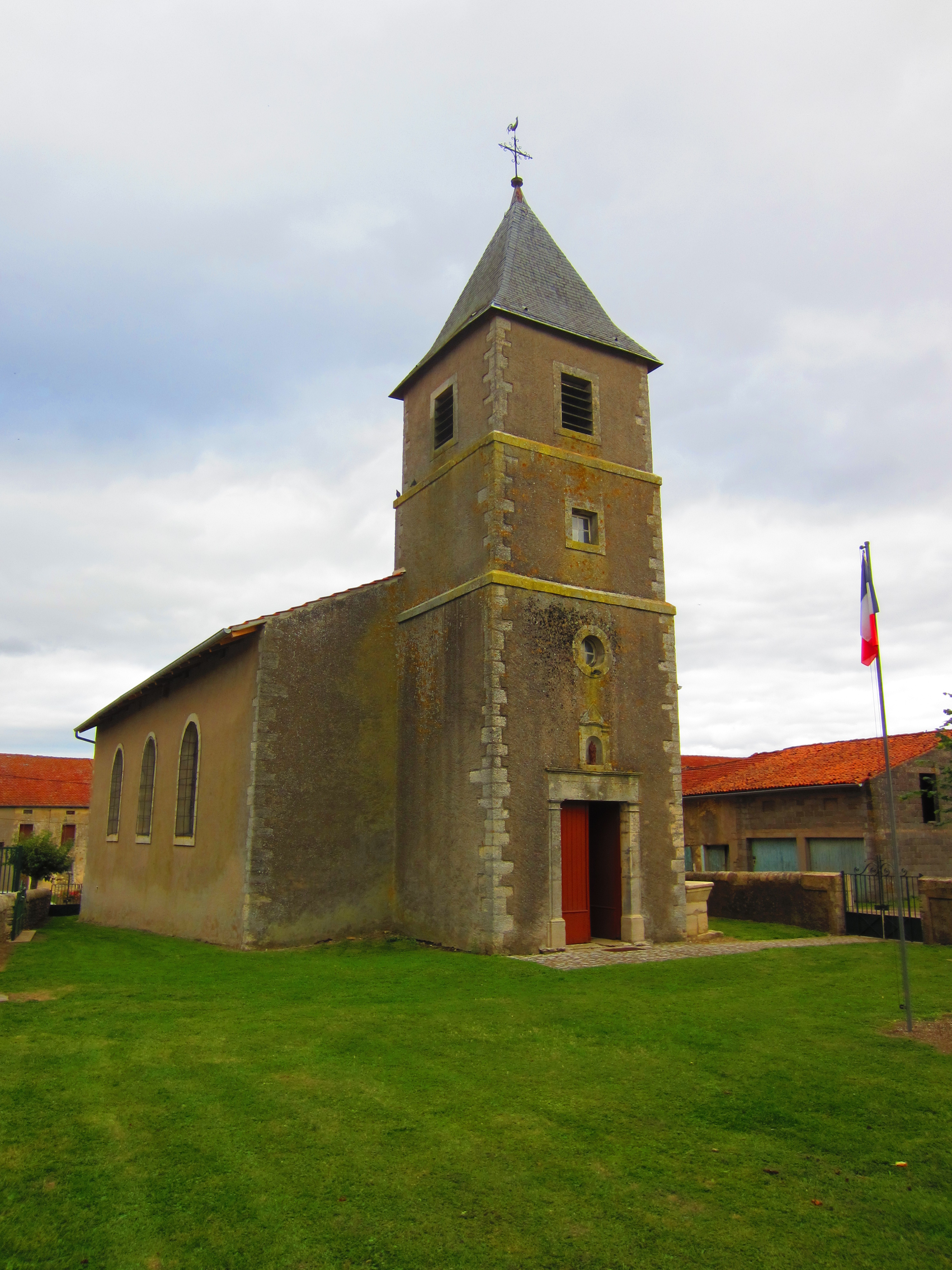
Kirche St. Georges

Morville-sur-Nied (deutsch Morville an der Nied) ist eine französische Gemeinde mit 118 Einwohnern (Stand 1. Januar 2022) im Département Moselle in der Region Grand Est (bis 2015 Lothringen). Sie gehört zum Arrondissement Sarrebourg-Château-Salins.

## Geographie
Die Gemeinde Morville-sur-Nied liegt in Lothringen im Tal der Französischen Nied (Nied Française), etwa 30 Kilometer südöstlich von Metz, 23 Kilometer nordnordwestlich von Château-Salins und 7½ Kilometer nordnordöstlich von Delme auf einer Höhe zwischen 227 und 271 m über dem Meeresspiegel. Das Gemeindegebiet umfasst 5,64 km². Die Hochgeschwindigkeitsstrecke LGV Est européenne streift den Norden des Gemeindegebietes.

## Geschichte
Der Ort wurde 1197 als Mortua villa urkundlich erwähnt und gehörte früher zum Bistum Metz. Rembault de Morhange gab die Herrschaft an die Abtei Sankt Arnulf in Metz, die sie den Grafen von Salm unterstellte, woraufhin Morville an der Nied an die Baronie Viviers kam. Auch die Grafen von Kriechingen besaßen im 14. Jahrhundert hier Güter.
Das Dorf wurde 1661 zusammen mit der Grafschaft Bar von Frankreich annektiert.
Durch den Frankfurter Frieden vom 10. Mai 1871 kam die Region an das deutsche Reichsland Elsaß-Lothringen, und das Dorf wurde dem Kreis Château-Salins im Bezirk Lothringen zugeordnet. Die Dorfbewohner betrieben Getreidebau.
Nach dem Ersten Weltkrieg musste die Region aufgrund der Bestimmungen des Versailler Vertrags 1919 an Frankreich abgetreten werden. Im Zweiten Weltkrieg war die Region von der deutschen Wehrmacht besetzt.
Das Dorf trug 1915–1919 bzw. 1940–1944 den eingedeutschten Namen Morsweiler an der Nied.

### Bevölkerungsentwicklung
| Jahr      | 1962 | 1968 | 1975 | 1982 | 1990 | 1999 | 2007 | 2019 |
| Einwohner | 126  | 107  | 126  | 127  | 110  | 112  | 127  | 117  |

## Wappen
Das Gemeindewappen besteht aus den Symbolen der Abtei Sankt Arnulf in Metz (Adler) und der Grafen von Kriechingen (Balken), die beide Rechte und Besitz in Morville hatten.